# Stadio Gabriel Montpied
Lo stadio Gabriel Montpied (in francese stade Gabriel-Montpied) è un impianto sportivo francese principalmente dedito al calcio che si trova nella periferia settentrionale di Clermont-Ferrand.
Inaugurato il 30 dicembre 1995, fu progettato dall'architetto Jacques Kalisz.
È principalmente utilizzato dalla società di calcio del Clermont Foot militante in Ligue 1 e la sua capacità attuale è di 10 800 posti.